# 登峰街道 (广州市)
登峰街道是中国广东省广州市越秀区下辖的一个街道，位于越秀区北部。辖区总面积4.98平方公里，下辖10个社区，总人口15万人，辖内有大量非洲裔人士聚居。

## 行政区划
登峰街道下辖以下地区：
下塘社区、狮带岗社区、横枝岗社区、西坑社区、清水塘社区、淘金北社区、黄田社区、恒福社区、童心社区、云泉社区、宝汉社区和金麓社区

## 交通

### 地铁
█广州地铁11号线：云台花园站